# Nicolas Morard
Nicolas Morard, né à Fribourg le 9 janvier 1933 et mort à Genève le 18 décembre 2024, est un historien médiéviste et archiviste suisse, de langue française, connu pour ses travaux sur l'histoire économique et sociale du Moyen Âge. Sa contribution, intitulée «l'heure de la puissance», à la Nouvelle histoire de la Suisse et des Suisses (1982) a marqué l'historiographie de la Confédération à la fin du Moyen Âge, tout comme ses travaux d'histoire monétaire et ses recherches tendant à démontrer l'origine récente (XVIIe siècle) du fromage de Gruyère.

## Biographie
Après des études en sciences économiques à l'Université de Fribourg et une thèse de doctorat sous la direction du professeur Jean Valarché, il y poursuit des études d'histoire sous la direction du professeur Roland Ruffieux. Le 1er août 1963, il entre au service des Archives cantonales du canton de Fribourg, dont il devient directeur l'année suivante ; il occupera ce poste jusqu'en 1998.
Nicolas Morard a principalement orienté ses recherches sur l'étude des documents originaux qu'il avait à recenser, conserver, éditer, interpréter et mettre en valeur de par ses fonctions d'archiviste cantonal.
Bien que l'essentiel de sa carrière se soit développé en marge des milieux universitaires, il a entretenu des liens étroits de collaboration avec plusieurs de ses représentants, mais aussi avec un cercle érudit plus large en Suisse et à l'étranger. Il a établi, avec Marcel Strub (+1969) le catalogue des Monnaies de Fribourg (1969).
En 1980, il a été lauréat du prix Duchalais, décerné par l'Académie des inscriptions et belles-lettres.
Il a été invité à plusieurs reprises à présenter le fruit de ses travaux dans le cadre de séminaires universitaires des professeurs Jean-François Bergier, Anne-Marie Puiz, Paul Bairoch (Université de Genève, chaire d'histoire économique), Jean-François Poudret (Université de Lausanne, chaire d'histoire du droit) et Agostino Paravicini Bagliani (Université de Lausanne, chaire d'histoire médiévale), František Graus (Université de Bâle). Il a été un temps chargé d'enseignement à l'Université de Fribourg (Institut du journalisme) et a siégé dans plusieurs jury de thèses.
Nicolas Morard a été membre de la "Société d'histoire de la Suisse romande" qu'il a présidée pendant un mandat, membre et président de la "Société d'histoire du canton de Fribourg" dont il a marqué, avec Roland Ruffieux et Jean Dubas, la période des années 1957-1992.
Il a également fait partie du comité scientifique du Glossaire des patois romands.

## Travaux et recherches
Les recherches publiées concernent principalement l'histoire de la Suisse romande et plus spécialement de la ville et du canton de Fribourg, du comté de Gruyère, de la formation de leur territoire et de leur vie économique et sociale. Elles s'étendent du XIIe siècle jusqu'à l'époque contemporaine mais concernent principalement la fin du Moyen Âge. L'essentiel de la documentation exploitée provient des archives cantonales de Fribourg et des cantons voisins, principalement de la transcription, analyse et indexation de près de 5000 chartes latines, de l'exploitation des "comptes des trésoriers", du très riche fonds de l'Hôpital des bourgeois de Fribourg et de la quasi totalité des couvents et monastères d'Ancien Régime de la ville et du canton, ainsi que d'autres documents inédits dont l'édition est en préparation.
La méthode suivie consiste principalement dans l'édition et l'analyse de sources inédites, dépouillées de façon suivie tout au long d'une carrière et valorisées par des publications touchant aussi bien le monde scientifique que le grand public toujours intéressé par l'histoire locale. Le croisement des approches (histoire économique, de la formation du territoire, institutionnelle, monétaire, politique), le défrichement cohérent et quasi systématique des archives médiévales de tout type (chartes, registres comptables, etc.) incite aujourd'hui des équipes de chercheurs étrangers à choisir la Gruyère pour approfondir et poursuivre des recherches interdisciplinaires ; l'historien devient à son tour objet d'histoire.

### Travaux inédits
A sa mort, Nicolas Morard a laissé plusieurs ouvrages en préparation :  
- Histoire de la draperie fribourgeoise en 3 volumes, plus de 1000 pages,  fruit de quarante ans de recherches et d'analyses des sources premières concernant l'industrie et le commerce du drap qui avaient fait la prospérité économique de Fribourg à la fin du Moyen-Age.
- Edition du rôle de la taille des contribuables citadins de Fribourg en 1445 (1621 assujettis), avec analyse statistique socio-professionnelle détaillée, dépassant le cadre démographique auquel s'était tenu jadis Ferdinand Buomberger (1874-1946). Cette étude s'ajoute à celle du rôle de 1478 (voir infra bibliographie, Annales fribourgeoises t. 65).
- Edition d'un rôle de reconnaissances des censiers de Vaulruz et Vuadens de 1353, avec commentaire socio-démographique, tableaux, etc.
- Edition du registre de Dom Pierre Pittet (Vers 1440-1490) curé-notaire de Treyvaux, avec commentaires sur l'état social et moral d'un gros village fribourgeois de cette époque.
- Regeste analytique des chartres de l'abbaye de Humilimont (environ 250 actes entre 1150 env. et 1349).

### Éditions et analyses de corpus de sources
- « Les chartes de la châtellenie de Rue au XIVe siècle », Annales fribourgeoises, vol. 51,‎ 1971-1972, p. 5-112 (ISSN 1013-3534, lire en ligne, consulté le 5 février 2024).
- Répertoire analytique des chartes de l'hôpital Notre-Dame. Première partie. 1252-1350, [Fribourg], 21 novembre 1986, dactyl., 44 p. [Premier fascicule du répertoire analytique du chartrier de l'hôpital des bourgeois de Fribourg qui compte "un bon millier d'actes jusqu'en 1500" (Avertissement de l'auteur), tous rédigés en latins. 293 articles (HB 1 à HN 293).]
- Inventaire analytique des chartes de l'abbaye de Humilimont (1148-1350), Fribourg, Archives de l'État, dactyl., 129 p. [inventaire consultable aux Archives de l'État de Fribourg].

### Condition des personnes et démographie historique
- « Les registres de la paroisse de Broc », Annales fribourgeoises, vol. 46,‎ 1964, p. 17-32 (ISSN 1013-3534, lire en ligne, consulté le 5 février 2024).
- « Un document inédit sur la seigneurie foncière au Pays de Vaud : l'extenta nova de Palézieux (1337) », Revue historique vaudoise, vol. 82,‎ 1974, p. 27-63 (ISSN 1013-6924, lire en ligne, consulté le 5 février 2024).
- « Servage ou dépendance au pays du Vaud? A propos d’un ouvrage récent », Revue suisse d'histoire, vol. 25,‎ 1975, p. 1-36 (ISSN 0036-7834, lire en ligne, consulté le 5 février 2024).
- « Servage et manumissions dans le canton de Fribourg à la fin du Moyen Âge (XIVe – XVe siècles), dans Mémoires de la Société pour l’histoire du droit et des institutions des anciens pays bourguignons, comtois et romands [Dijon], 28 fasc. (1967), p. 89-140.
- « Une charité bien ordonnée : la confrérie du Saint-Esprit à Fribourg à la fin du Moyen Âge (XIVe – XVe siècles) », dans Le mouvement confraternel au Moyen Âge. France, Italie, Suisse. Actes de la table ronde de Lausanne (9-11 mai 1985), Rome, Ecole française de Rome, 1987 (ISBN 2-7283-0141-7, lire en ligne), p. 275-296.
- « La dépendance des ruraux », dans Les Pays romands au Moyen Âge, éd. Agostino PARAVICINI-BAGLIANI, Jean-Pierre FELBER, Jean-Daniel MOREROD, Véronique PASCHE, Lausanne, Payot-Lausanne, 1997, p. 301-314.
- « La population d’une châtellenie savoyarde à la fin du Moyen Âge : Rue et son arrière-pays », dans Rue : de la villette savoyarde à la commune fribourgeoise, Cahier spécial de la revue ‘Pro Fribourg’ [Fribourg-CH], n° 122 (1999), p. 47-66.
- «Servitudes coutumières et statut personnel dans le comté de Gruyère (XIIIe – XVe siècles) », dans À cheval entre histoire et droit. Mélanges offerts à Jean-François Poudret, éd. Eva Maier, Antoine Rochat, Denis Tappy, Lausanne, 1999 (Bibliothèque historique vaudoise 115), p. 93-108.
- « Métiers, richesses, pouvoirs. Fribourg instantané : un rôle de taille inédit », Annales fribourgeoises, vol. 65,‎ 2002-2003, p. 11-112 (ISSN 1013-3534, lire en ligne, consulté le 5 février 2024).
- « Le sort des ruraux attirés par les villes : mainmorte et liberté réelle à Fribourg (Suisse) (XIIIe – XIVe siècles) », Mémoires de la Société pour l'histoire du droit..., 63 (2006), p. 140-179.
- «La population (XIVe – XXe siècles). Un dynamisme constant», dans La Gruyère dans le miroir de son patrimoine, 5 vol., dir. Christophe Mauron, Isabelle Raboud-Schülé, Genève, 2012, ici t. 2 : Entre ville et campagne, p. 125-129 (Premier aperçu chiffré, reposant sur l'étude de sources de première main).
- « L'emprise des seigneurs. Servitude et liberté en Pays de Gruyère au Moyen Âge », dans La Gruyère dans le miroir de son patrimoine, 5 vol., dir. Christophe Mauron, Isabelle Raboud-Schülé, Genève, 2012, ici t. 3 : Pouvoir et territoire, p. 18-21.
- « Le testament de Girard Chalamala », dans La Gruyère dans le miroir de son patrimoine, 5 vol., dir. Christophe Mauron, Isabelle Raboud-Schülé, Genève, 2012, ici t. 3 : Pouvoir et territoire, p. 27.

### Économie alpestre
- « À propos de l'élevage bovin dans les Préalpes fribourgeoises à la fin du Moyen Âge : prairie et pâturages, deux réalités distinctes et complémentaires », dans Atti della undicesima settimana di studio (25-30 aprile 1979), Prato (Italie), Istituto internationale di storia economica F. Datini, Prato, 1984, p. 363-387.
- « L’élevage dans les Préalpes fribourgeoises : des ovins aux bovins (1350-1550), dans Elevage et vie pastorale dans les montagnes de l’Europe au Moyen Âge et à l’époque moderne, Actes du colloque international,  Clermont, Juin 1982, Clermont-Ferrand, Institut d’Études du Massif Central, 1984 (Publications de l’Institut d’Etudes du Massif Central, 27), p. 15-26 [reprise abrégée de l'article précédent].
- « Les premières enclosures dans le canton de Fribourg à la fin du moyen âge et les progrès de l'individualisme agraire », Revue suisse d'histoire, vol. 21, no 3,‎ 1971, p. 249-281 (ISSN 0036-7834, lire en ligne, consulté le 5 février 2024).
- « Origine et développement de l’économie alpestre en Gruyère », dans Le patrimoine alpestre de la Gruyère, Bulle (CH), Journée du patrimoine alpestre de la Gruyère 1991, 1992, p. 7-15.
- « Le fromage de Gruyère : une invention récente », dans La civilisation du Gruyère, Cahiers du Musée gruérien - Revue d’histoire régionale, s. l. [Bulle], s. d. [1998], p. 25-32.
- « Une société en mutation. Gruyère et Préalpes à la fin du Moyen Âge », dans La Gruyère dans le miroir de son patrimoine, 5 vol., dir. Christophe Mauron, Isabelle Raboud-Schülé, Genève, 2012, ici t. 1 : Des armaillis et des ouvriers, p. 10-23 (Mise au point sur l'origine du fromage de Gruyère et la transformation agro-pastorale qui l'a permise).

### Organisation du territoire
- « Fribourg au Moyen Âge : la formation d’un territoire (1157-1555) », dans Encyclopédie du canton de Fribourg, dir. Roland Ruffieux, t. 1, Fribourg (CH), 1977, p.  ?
- « Les investissements bourgeois dans le plat pays autour de Fribourg de 1250 à 1350 », dans Fribourg : ville et territoire. Aspects politiques, sociaux et culturels de la relation ville-campagne depuis le Bas Moyen Age, éd. G. Gaudard, C. Pfaff, R. Ruffieux, Fribourg (CH), 1981, p. 89-104.
- « La formation du canton de Fribourg : contrainte et liberté », dans La formation territoriale des cantons romands, 1989 (Mémoires et documents publiés par la Société d’histoire de la Suisse romande, 3e s., 17), p. 1-15.
- « Esquisse pour un paysage », dans La Maison de Savoie en pays de Vaud, Bernard ANDENMATTEN et Daniel de RAEMY dir., Payot, Lausanne, 1990, p. 115-118.
- « Fribourg : la mise en valeur d'un "pays neuf" », Annales fribourgeoises, vol. 59,‎ 1990-1991, p. 35-54 (ISSN 1013-3534, lire en ligne, consulté le 5 février 2024) (annexes : I Liste chronologique des paroisses du canton de Fribourg ; II Liste des paroisses du canton de Fribourg).
- « Esquisse pour un paysage rural : le Plateau », dans Les Pays romands au Moyen Âge, éd. Agostino PARAVICINI-BAGLIANI, Jean-Pierre FELBER, Jean-Daniel MOREROD, Véronique PASCHE, Lausanne, 1997, p. 83-86.
- « Une transalpine fribourgeoise au Moyen Âge », dans Paysages découverts, GREAT 3, pages ?
- « Le territoire fribourgeois au cap du XVIe siècle : de la commune à l’État », dans Fribourg au temps de Fries : urbanisme, culture, politique et religion, Fribourg (CH), Méandres, 2002 (Musée d’art et d’histoire, Fribourg), p. 9-14.
- « Clio n'a pas d'odorat : confort domestique et tout-à-l'égout à Fribourg au XVe siècle », dans  Clio dans tous ses états : en hommage à Georges Andrey, Genève, 2009, p. 71-92.

### Histoire économique
- Fonctionnement et perspectives de la Communauté européenne du charbon et de l'acier, Fribourg, éditions universitaires, 1962 (Cahiers de l'Institut des sciences économiques et sociales de l'université de Fribourg Suisse, 10), 233 pages.
- « Une réussite éphémère : l’économie fribourgeoise aux XIVe et XVe siècles », dans Histoire du canton de Fribourg, chap. VII, Fribourg (CH), 1981, p. 242-283.
- « Les investissements bourgeois dans le plat pays autour de Fribourg de 1250 à 1350 », dans Fribourg : ville et territoire. Aspects politiques, sociaux et culturels de la relation ville-campagne depuis le Bas Moyen Age, éd. G. Gaudard, C. Pfaff, R. Ruffieux, Fribourg (CH), 1981, p. 89-104.
- « L'évolution des prix de quelques denrées alimentaires à Fribourg au 18e siècle », Annales fribourgeoises, vol. 47,‎ 1965-1966, p. 57-110 (ISSN 1013-3534, lire en ligne, consulté le 5 février 2024).
- « La métallurgie du fer à Fribourg aux XIVe et XVe s. », dans L'Abbaye des Maréchaux: Fribourg 1385-1985, Fribourg, 1984, p. 61-78.
- « L’assolement triennal à Fribourg aux 14e et 15e siècles : innovations et tradition », dans Paysages découverts, Great, 1 (1989), p. 135-152.
- « Le témoignage d’un notaire : achats, ventes et production à Fribourg au milieu du XIVe siècle », Revue suisse d'histoire 35 (1985), p. 121-141.
- « Quelques aspects des relations commerciales entre pays neuchâtelois et fribourgeois au XVe siècle », Musée neuchâtelois, vol. 2,‎ 1990, p. 23-36 (lire en ligne, consulté le 5 février 2024).

### Histoire de la monnaie et numismatique
- (avec Erich B. Cahn et Charles Villard), Monnaies de Fribourg / Freiburger Münzen, Fribourg, 1969, XII+249 p. [catalogue scientifique de référence pour l'identification des monnaies émises par la ville de Fribourg depuis sa fondation, publié par la Banque de l'État de Fribourg à l'occasion du 75e anniversaire de sa fondation].
- « Contribution à l'histoire monétaire du Pays de Vaud et de la Savoie : la "bonne" et la "mauvaise" monnaie de Guillaume de Challant (1408-1420) », Revue historique vaudoise, vol. 83,‎ 1975, p. 103-133 (ISSN 1013-6924, lire en ligne, consulté le 5 février 2024).
- « Florins, ducats et marc d’argent à Fribourg et à Genève au XVe siècle : cours des espèces et valeur de la monnaie de compte (1420-1481) », Revue suisse de numismatique, 58 (1979), p. 223-286 ; réédité dans : Études d’histoire monétaire (XIIe – XIXe siècles, textes réunis par John DAY, Presses universitaires de Lille, Lille, 1984, p. 295-333.
- « Ces petits rien qui coûtent : Le franc à Fribourg en 1860 et aujourd’hui », dans Passé pluriel. En hommage au professeur Roland Ruffieux, Bernard PRONGUE, Joëlle RIEDER, Claude HAUSER, Francis PYTHON éd., Éditions universitaires, Fribourg (Suisse), 1991, p. 61-76.
- « Les plus anciens documents relatifs à la circulation de l’or en pays de Vaud (1316-1330) », dans La Monnaie de sa pièce… Hommages à Colin Martin, Éd. Paul-Louis PELET et Jean-François POUDRET, Lausanne, Lausanne, Bibliothèque historique vaudoise, 1992 (Bibliothèque historique vaudoise, 105), p. 81-99.
- « Le phénomène monétaire », dans Les Pays romands au Moyen Âge, éd. Agostino PARAVICINI-BAGLIANI, Jean-Pierre FELBER, Jean-Daniel MOREROD, Véronique PASCHE, Lausanne, Payot-Lausanne, 1997, p. 379-388.

### Histoire politique et religieuse
- « Le procès de la sorcière Catherine Repond dite "Catillon" : superstition ou crime judiciaire? », Annales fribourgeoises, vol. 50,‎ 1969-1970, p. 13-80 (ISSN 1013-3534, lire en ligne, consulté le 5 février 2024) [conférence prononcée lors de l’assemblée de la Société d’histoire du canton de Fribourg, tenue à Romont le 1er juillet 1967 ; avec édition de pièces du procès].
- « Les troubles du Valais vus à travers les comptes des trésoriers fribourgeois (1412-1419) », dans Mélanges offerts à André Donnet pour son 65e anniversaire, Vallesia 33 (1978), p. 201-222.
- « À propos d’une charte inédite de l’évêque Pierre d’Oron : lépreux brûlés à Lausanne en 1321 », Revue d'histoire ecclésiastique suisse 75 (1981), p. 231-238.
- « L’Ancien Régime », dans Guide des Archives de l’État de Fribourg, Fribourg (CH), Archives de l’État de Fribourg, Suisse, 1986, p. 4-68.
- « ‘Grande’ et ‘petite’ école : ‘Magister’ et ‘Magistra’ à Fribourg (1249-1425) », RHES 81 (1987), p. 83-104.
- « L’abbaye d’Humilimont et les comtes de Champagne », Revue d'histoire ecclésiastique suisse 82 (1988), p. 159-176.
- [Septième centenaire de la fondation de la chartreuse de la Valsainte] : « Anniversaire : La Valsainte déroule le parchemin de son histoire, riche et sept fois centenaire », La Liberté [Fribourg (CH)], 23-26 décembre 1995, p. 21.
- « Les comtes de Gruyère », dans Les Pays romands au Moyen Âge, éd. Agostino PARAVICINI-BAGLIANI, Jean-Pierre FELBER, Jean-Daniel MOREROD, Véronique PASCHE, Lausanne, Payot-Lausanne, 1997, p. 199-210.
- « La vie religieuse en Suisse au temps du grand schisme et du conciliarisme : politique ou religion ? », dans Histoire religieuse de le Suisse, éd. Guy BEDOUELLE et François WALTER,  Paris-Fribourg (CH), Cerf / Éditions universitaires, 2000 (Histoire religieuse de l’Europe contemporaine, 3), p. 65-85.
- « L’heure de la puissance (1394-1536) », dans Nouvelle Histoire de la Suisse et des Suisses, dir. Favez, Lausanne, Payot ; Basel, Helbing & Lichtenhahn ; Lugano e Bellinzona, Giampiero Casagrande, 1982, p. 199-332.